# Château de Montfort (Manche)
Pour les articles homonymes, voir Château de Montfort.
Le château de Montfort est un ancien château fort, bâti à la fin du XVe siècle, dont les vestiges se dressent, dans le Centre-Manche, sur l'ancienne commune française de Remilly-sur-Lozon, dans le département de la Manche en région Normandie. L'ensemble des ruines est inscrit au titre des monuments historiques.

## Localisation
Les vestiges du château sont situés, à proximité des marais, à 1,6 kilomètre au nord-ouest de l'église Saint-Martin de Remilly-sur-Lozon, au sein de la commune nouvelle de Remilly Les Marais, dans le département français de la Manche.

## Historique

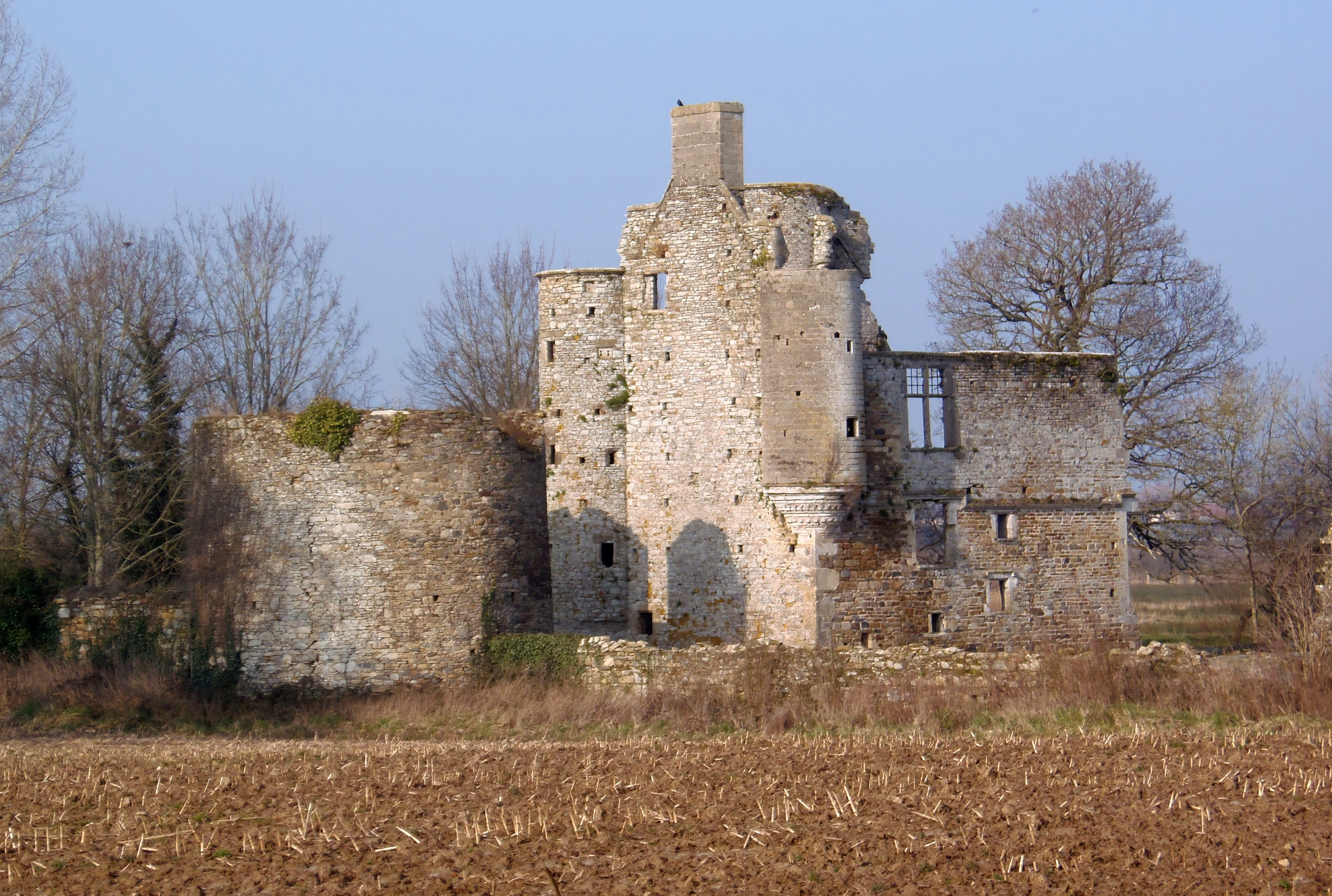
Les ruines du château de Montfort.

Dans la première moitié du XIIe siècle, le fief de Montfort relevait de l'honneur du Hommet. La seigneurie de Montfort, constituant une mouvance de la baronnie du Hommet est attesté par des occurrences remontant au début du XIIIe siècle.
Le château fut bâti à la fin de la guerre de Cent Ans, et, est probablement l'un des derniers édifice défensifs construit dans la Manche. Il aurait pu être construit par une famille de Montfort, seigneur du lieu au haut Moyen Âge, mais aucun élément connu à ce jour ne permet de l'affirmer.
Le château actuel, qui a connu son apogée au XVIIe siècle, a été construit, à partir de 1522, par la famille Marquetel de Montfort qui le conservera jusqu'en 1755, dans un style intermédiaire, empruntant au Moyen Âge son allure générale mais avec de grandes fenêtres à meneaux préfigurant les châteaux de style Louis XIII et Renaissance. Les Marquetel de Montfort, famille de magistrats bas-normands anoblie en 1478, avaient transféré ici le nom de leur petit fief d'Heugueville-sur-Sienne, possédé anciennement par la famille d'origine bretonne des Montfort.
En 1522, le seigneur Marquetel de Montfort fait l'acquisition du fief de Mons à Remilly-sur-Lozon et décide de construire à l'emplacement d'un ancien manoir une nouvelle demeure digne de son rang avec un pigeonnier de 900 boulins.
En 1755, le dernier représentant de la famille, Laurent-Félix de Marquetel, meurt au château. Dans l'inventaire après décès, on trouve 32 paires de chaussons et pas une seule paire de chaussures, ce qui laisse suggérer que ce dernier était atteint de goutte, et il se déplaçait en litière d'osier avec des porteurs. Une partie du château est dès cette époque très dégradé, notamment le manoir qui avait servi de base au nouveau château.
Vers le milieu du XVIIIe siècle, le château est entre les mains d'un certain Lempereur, qui envisagea de le restaurer, mais il ne donna pas suite à son projet et le château continua à se délabrer au fil du temps. L'un de ses descendant, vers 1840, fit abattre les murs les plus atteints par les intempéries et le château transformé en carrière de pierres. C'est à cette date que fut accolée à la porterie une maison. En 1900, seules les terres étaient exploitées et la maison du gardien encore habitable.
Épargné lors de la Seconde Guerre mondiale, le château, sans entretien, tombe néanmoins en ruine. En 1980, l'association les Amis du Château de Montfort achète le château. Il n'y a alors plus aucun plancher, ni toiture. Les pièces sont encombrées de gravats, et des arbres qui poussent à l'intérieur. Dès lors, l'association entreprend d'importants travaux de restauration, charpentes, maçonnerie, couverture, plancher, carrelage et met en place des chantiers de jeunes en difficulté avec l'association Rempart. En 2020, la maison de garde, la porterie et les communs ont été restaurés et accueille des expositions. De la partie seigneuriale, dont il ne reste qu'un tiers des bâtiments d'origine, elle est restée en l'état,.
Légende
Selon une légende locale, il existerait un souterrain de près de trois kilomètres de long qui relierait la Butte Saint-Clair, un ancien château à motte en limite avec l'ancienne commune du Mesnil-Vigot au château de Montfort, et qui renfermerait trois mules chargées d'or. Ce qui vu la position du château, construit dans un terrain marécageux, et entouré sur trois de ses côtés par les marais alimentées par la Venloue et le Lozon parait peu probable. De même, il est fait mention d'oubliettes qui sont en réalité la fosse des latrines du château.

## Description
La plupart des courtines du château ont disparu, alors que le logis est toujours muni aux angles de ses poivrières et d'une échauguette.
Le château comprend une porterie, une maison de garde et des communs restaurés. Le pigeonnier, la boulangerie et le logis sont en ruine.
On accède au château par une porte charrière voûtée et une porte piétonnière adossées à une poterne, et à un bâtiment ayant fait office de corps de garde. Une fois à l'intérieur de la cour, l'on peut voir l'imposante masse du manoir. Celui-ci est composé d'un logis Renaissance en ruine qu'encadrent deux tours médiévales. Au sud de la maison seigneuriale subsiste une belle échauguette d'angle avec son culot sculpté, et proche de la façade nord, un pigeonnier, du XVe siècle, aujourd'hui découronné.

## Protection
L'ensemble des ruines du château de Montfort est inscrit au titre des monuments historiques par arrêté du 29 décembre 1978.

## Visite
Les extérieurs du château sont ouverts à la visite toute l'année, et l'été des animations y sont organisées par Saint-Lô Agglo.